# Hotel und Terrassen-Café Blauensteiner

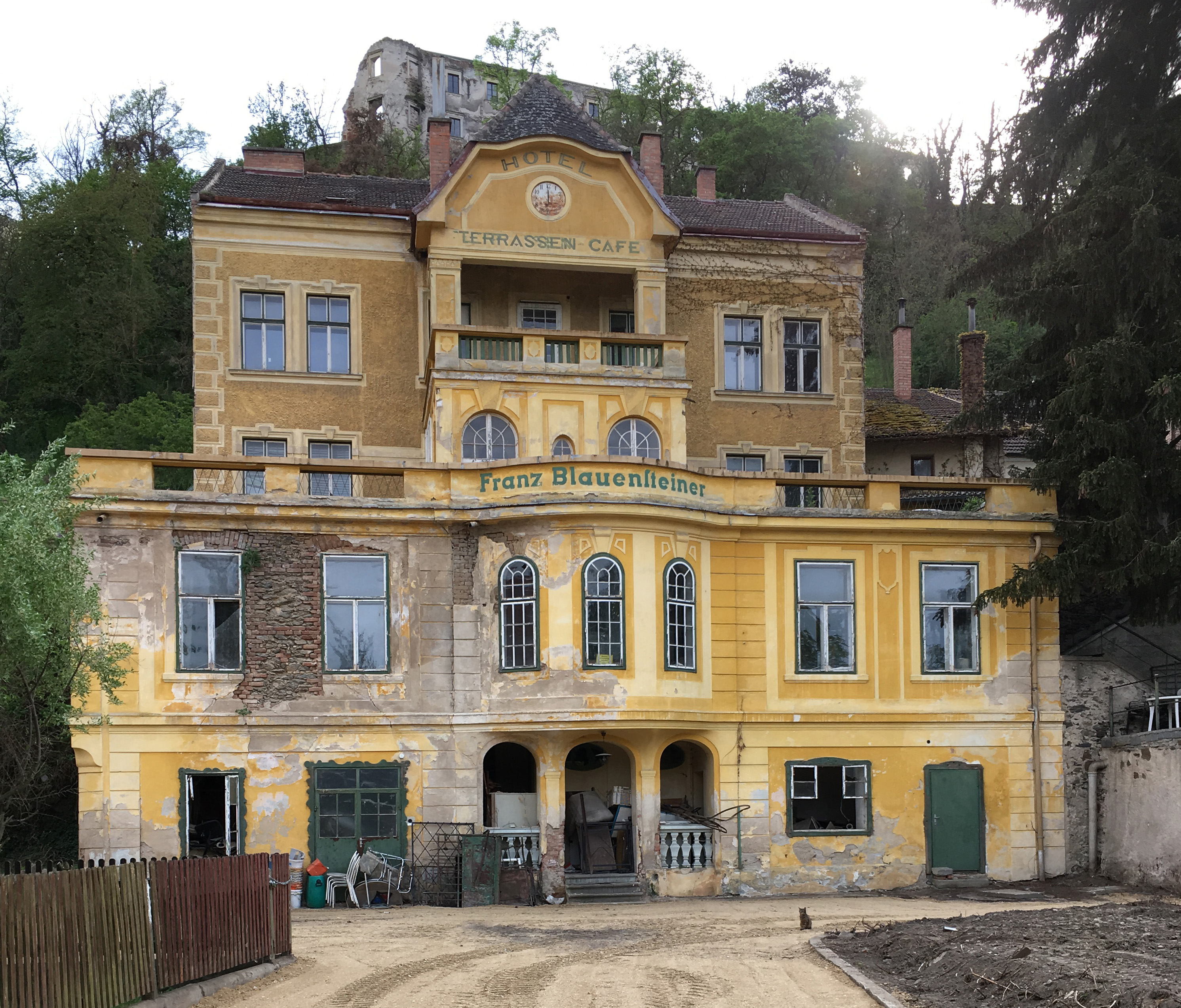
Seit 1992 dem Verfall geweiht, seit 2023 unter Denkmalschutz: Das „Hotel und Terrassen-Café Blauensteiner“ (Villengassenansicht, April 2019)

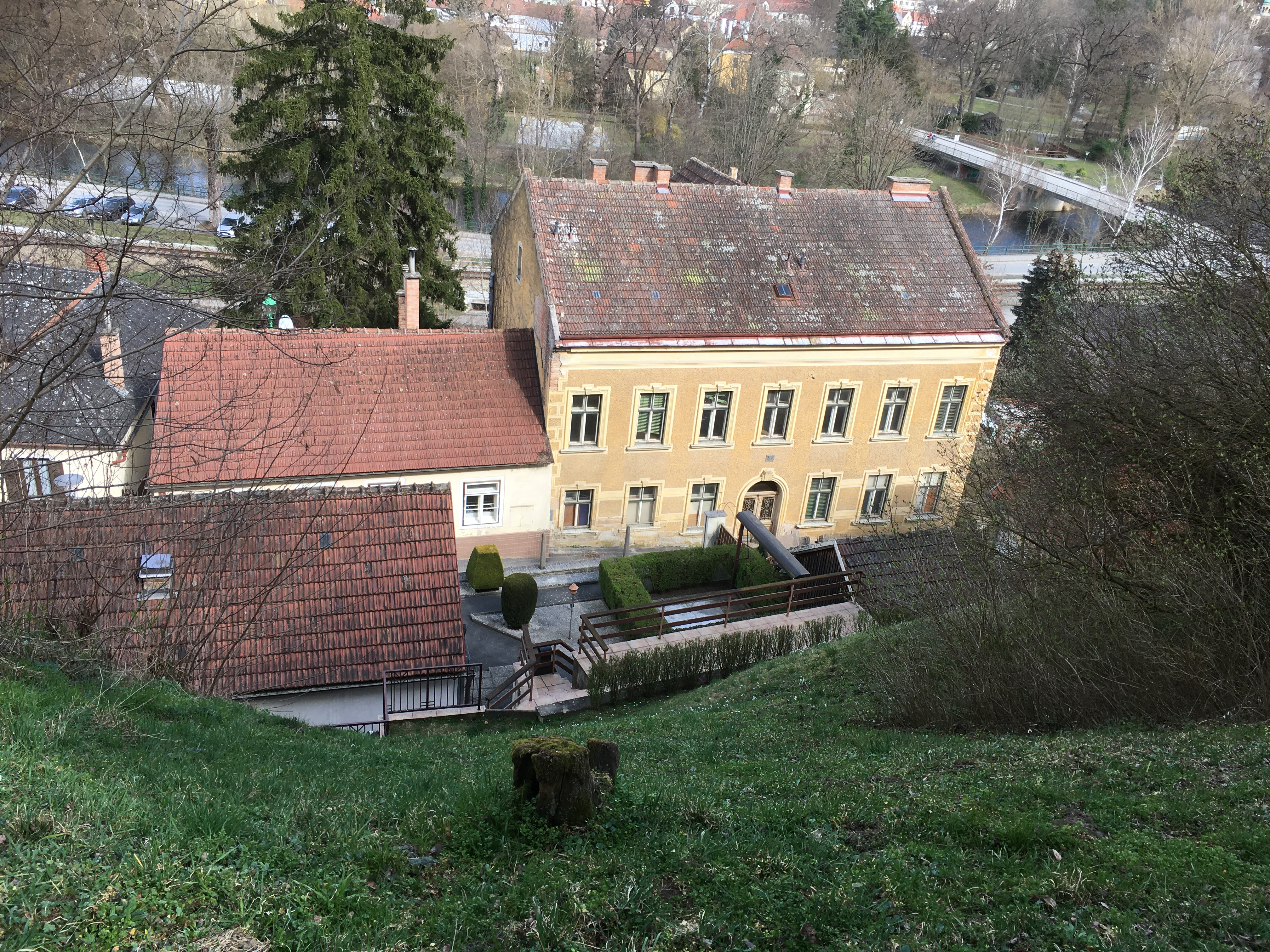
Taborgasse 8: Die Rückseite des älteren Bauteils des Thunauer Terrassenhotels diente bis Mitte der 1920er-Jahre als Haupteingang.

Das ehemalige Hotel und Terrassen-Café Blauensteiner befindet sich im Garser Ortsteil Thunau am Kamp, Taborgasse 8. Sein Vorgängerbau, das 1897/98 errichtete „Hotel Šimunek“, war um 1899 als erstes Thunauer Hotel für die Entwicklung der Kamptal-Sommerfrische Gars essentiell. Seit Bestehen verbindet eine Stiege das Hotel mit der Villengasse, die parallel zur Kamptalbahn-Trasse und dem Kamp verläuft. Der das Aussehen des Hotel-Gebäudes prägende Terrassenvorbau wurde Mitte der 1920er-Jahre im Auftrag der damaligen Eigentümer Ignaz und Anna Hofer [alias Dworschak] ergänzt. Der Hotelbetrieb wurde 1992 eingestellt und das nicht denkmalgeschützte, aber zeit- und architekturgeschichtlich interessante Gebäude bis zu seinem Verkauf Ende 2022 dem Verfall überlassen. Nachdem die neuen Eigentümer („Residenz Apartments Thunau GmbH“) erklärt hatten, das einstige Hotel renovieren und als Tourismusbetrieb nutzen zu wollen, wurde das Gebäude 2023 unter Denkmalschutz gestellt.

## Geschichte des ersten Thunauer Hotels

Das ehemalige „Hotel E[rnestine] Šimunek“ war das erste Hotel der Kamptal-Sommerfrische Thunau.

Die „Fremden-Listen von Thunau im Kamptale“ belegen, dass die Familie Frischauf ihr 1901 von der Familie Šimunek übernommenes Hotel bis zirka 1909 als solches fortgeführt hat.

Am 7. Juni 1925 bewirbt der Hotel-Eigentümer „Ignaz Hofer, recte Dworschak“, sein renoviertes, durch den Terrassenvorbau vergrößertes Hotel im „Neuen Wiener Tagblatt“.

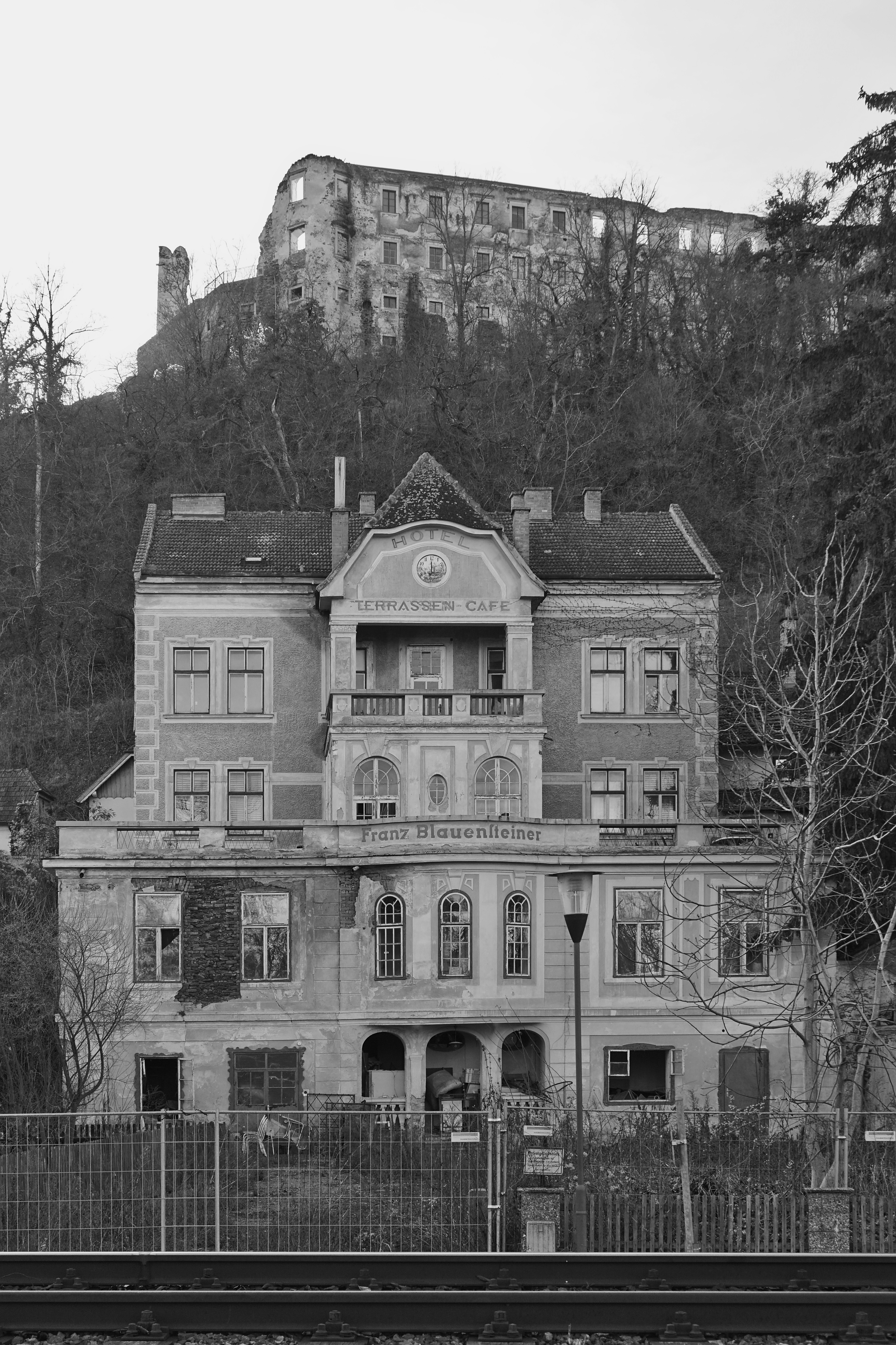
Heimito von Doderer lebte und arbeitete im August 1956 eine Woche in der „Hotel-Pension Blauensteiner“ seines Freundes und Lieblingswirtes Franz Blauensteiner in Gars-Thunau.

Als das erste Thunauer Hotel ist das 1897/98 errichtete „Hotel E[rnestine] Šimunek“ für die frühe Entwicklung der Kamptal-Sommerfrische Gars essentiell. Die „Fremden-Listen der Gemeinde Thunau im Kampthale“ belegen, dass die Hotel-Eigentümer Johann (1865–1934) und Ernestine Šimunek (geborene Wollmann, 1864–1948) bereits 1899 zahlreiche Sommerfrische-Gäste beherbergen. Die ersten überlieferten Ansichtskarten des „Hotel Ernestine Šimunek“, auf denen anstelle des prächtigen Terrassenvorbaus bloß eine schlichte Stiege zu sehen ist, stammen aus dem Jahr 1899. 1901 geht das „Hotel Šimunek“ im Rahmen einer Zwangsversteigerung in das Eigentum von Marie Frischauf (geborene Wieser, 1870–1946), Gattin des Notars Eugen Frischauf (1866–1934), über, der heute vor allem als Obmann der Krahuletz-Gesellschaft und Volkskundler bekannt ist.
Der Hotelbetrieb wird von Anfang an durch einen direkt angrenzenden Fleischhauer-Betrieb sowie zwischen 1912 und 1930 zudem durch eine direkt angrenzende Tischlerei beeinträchtigt. Bereits 1899 werden vier der sechs schlachthofseitigen Fenster zugemauert und ab 1909 sämtliche Hotel-Zimmer als Wohnungen vermietet. Um 1917 erwerben die Wiener Kaffeehausbesitzer Ignaz und Anna Dworschak [alias Hofer] das Hotel und lassen es Mitte der 1920er-Jahre durch den prägenden Terrassen-Vorbau erweitern. Die Terrasse wird bei Schönwetter als Frühstücksplatz, für 5-Uhr-Tee- und Tanz-Veranstaltungen sowie Sonnenbäder angepriesen und genutzt. Anfang der 1930er-Jahre erhält das Hotel, das über einen eigenen Tennisplatz verfügt, der im Winter als Eislaufplatz genutzt wird, einen weiteren Miteigentümer und Namen: „Hotel Pension Café Karl Endres und Hofer“. 1933 erwerben Karl und Hildegard Endres das gesamte Terrassen-Hotel, bevor sie es 1935 an den aus Thunau stammenden, aber in Wien tätigen Gastwirt Franz Blauensteiner verkaufen.
Der berühmteste Hotelgast ist der mit dem Hotel-Eigentümer-Ehepaar Franz und Eleonora („Elly“) Blauensteiner (geborene Loreck) befreundete Romancier Heimito von Doderer, der im August 1956 mit seiner zweiten Frau Maria Emma (geborene Thoma) in Gars eine Woche urlaubt und arbeitet. Ein weiterer prominenter Hotel-Stammgast ist in den 1960er- und 1970er-Jahren die Burg-Schauspielerin Johanna Borak (1919–2004), die gemeinsam mit ihrer Mutter Ludmilla Borak (1894–1974) jährlich im Hotel Blauensteiner urlaubt. Als 1973 und 1974 Johanna Boraks Cousine Barbara Weigel (1939–2024) das Hotel leitet, gestaltet die Grafikerin und Kinderbuch-Illustratorin Susi Weigel einen Briefkopf, der das Terrassenhotel unter der markanten „Garser Skyline“ zeigt.
1980 hat Franz Blauensteiners gleichnamiger Sohn (1949–2023) das traditionsreiche Hotel übernommen und 1992 den Hotelbetrieb eingestellt. Bis Ende 2022 verfiel das nicht denkmalgeschützte, aber architektonisch gelungene Gebäude, für das es seit den 1970er-Jahren immer wieder zahlungskräftige Käufer gegeben hätte. Im Oktober 2022 wurde das Hotel im Rahmen eines digitalen Bieterverfahrens verkauft. Die neuen Eigentümer („Residenz Apartments Thunau GmbH“) beabsichtigten, das einstige Hotel zu renovieren und als Tourismusbetrieb zu nutzen, wobei die Varianten Apartment-Hotel und Boutique-Hotel im Gespräch waren.

## Denkmalschutz
Einige Monate nach dem Verkauf wurde das Gebäude, das drei Jahrzehnte lang dem Verfall überlassen wurde, im Herbst 2023 unter Denkmalschutz gestellt. Denn im Sommer 2023 kam das Bundesdenkmalamt in einem detaillierten „Amtssachverständigengutachten“ zu dem Ergebnis, dass dem ehemaligen Terrassenhotel geschichtliche und künstlerische Bedeutung zukomme, die Denkmalschutz begründe.

## Trivia

### Ausgangspunkt für einen Roman
Die Garser Lehrerin Brigitte Wenzina hat einige Monate vor dem erfolgten Verkauf des Thunauer „Hotel und Terrassencafés“, unter dem Titel „Das Terrassen-Cafe“ im Selbstverlag einen lokalpatriotischen Trivialroman veröffentlicht, in dem das „Hotel Blauensteiner“ Ausgangspunkt der Romanhandlung bildet. Dabei folgt dem fiktiven Hotelverkauf an die Gemeinde Gars, die das Gebäude um den zehnfachen Kaufpreis an einen Investor weiterverkauft, der es abreißen und ein Ärztezentrum errichten lassen will, eine frei erfundene Handlung, die teils im „Hotel Blauensteiner“ spielt, teils mit diesem zusammenhängt. In ihrem „Nachwort“ erwähnt die Autorin Andreas Weigels „Stars-in-Gars“-Monografie, deren Ausführungen zum „Hotel Blauensteiner“ und zur Garser Tourismusgeschichte sie frei wiedergibt.

### Anlass für die Erforschung der Garser Tourismusgeschichte
Das Thunauer Terrassenhotel war Anfang der 2000er-Jahre ein maßgeblicher Auslöser für die Erforschung der lange vernachlässigten Garser Tourismusgeschichte. Denn der spätere Kultur- und Literaturwissenschaftler Andreas Weigel hat 1973 und 1974 während der gesamten Sommerferien im „Hotel Blauensteiner“ gewohnt, was sein kulturwissenschaftliches Interesse an den unerforscht gebliebenen Gars-Aufenthalten von Heimito von Doderer, Hanns Eisler, André Heller, Karl Kraus, Fritz Lang, Andreas Okopenko und Friderike Winternitz begründet hat. Seine dabei gewonnenen Forschungsergebnisse haben ihn motiviert, weitere verborgen gebliebene Gars-Aufenthalte bzw. Verbindungen namhafter Künstlergäste sowie die Unternehmensgeschichten der maßgeblichen Garser Tourismusbetriebe, darunter die im Dunkeln verbliebene Geschichte und Vorgeschichte des Thunauer Terrassenhotels, systematisch aufzuarbeiten und zu dokumentieren.

## Galerie

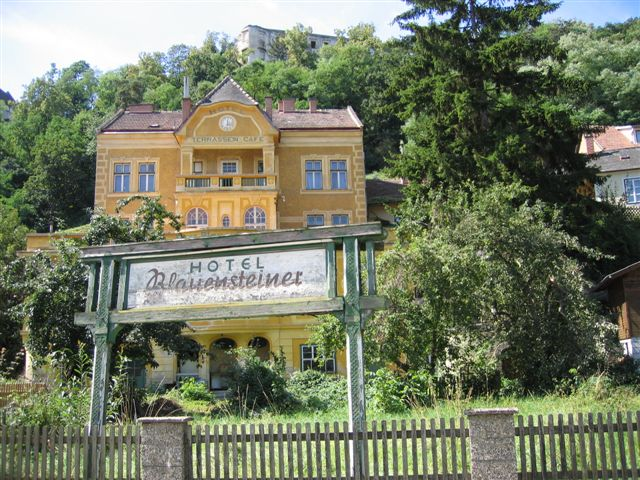
Hotel Blauensteiner, Villengasse (2007)
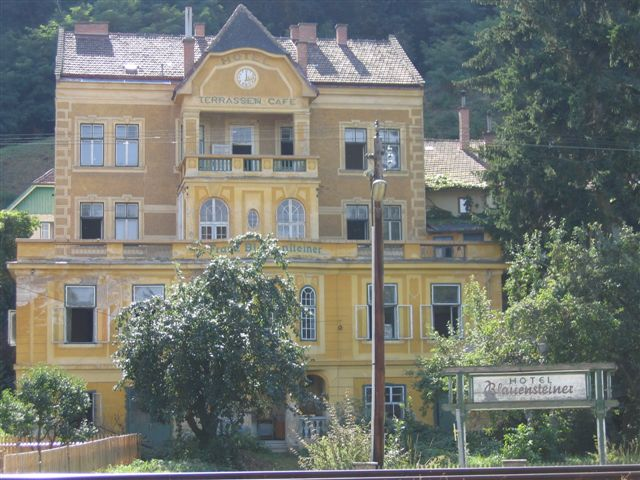
Hotel Blauensteiner, Villengasse (2007)
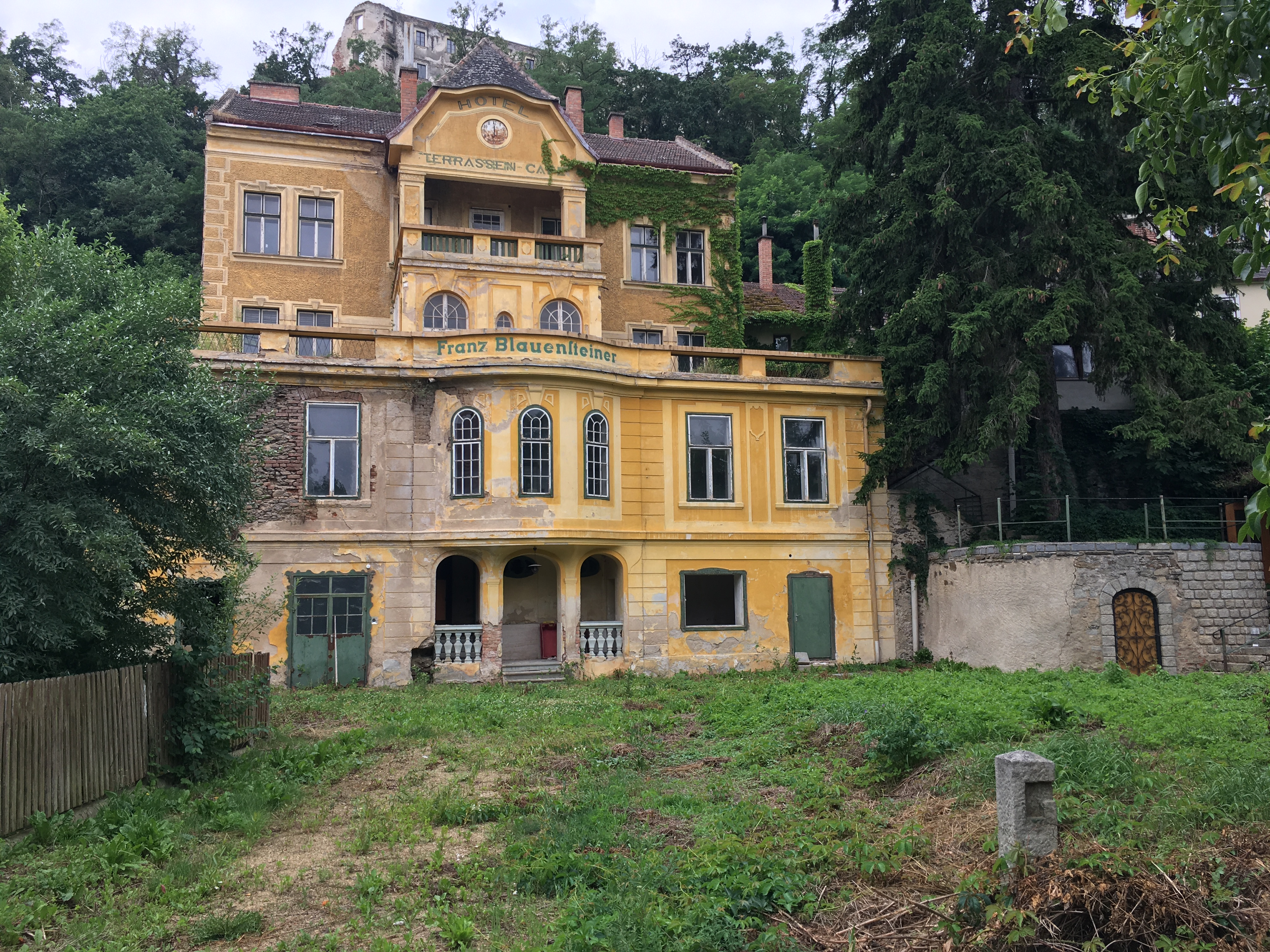
Hotel-Ruine Blauensteiner (2021)
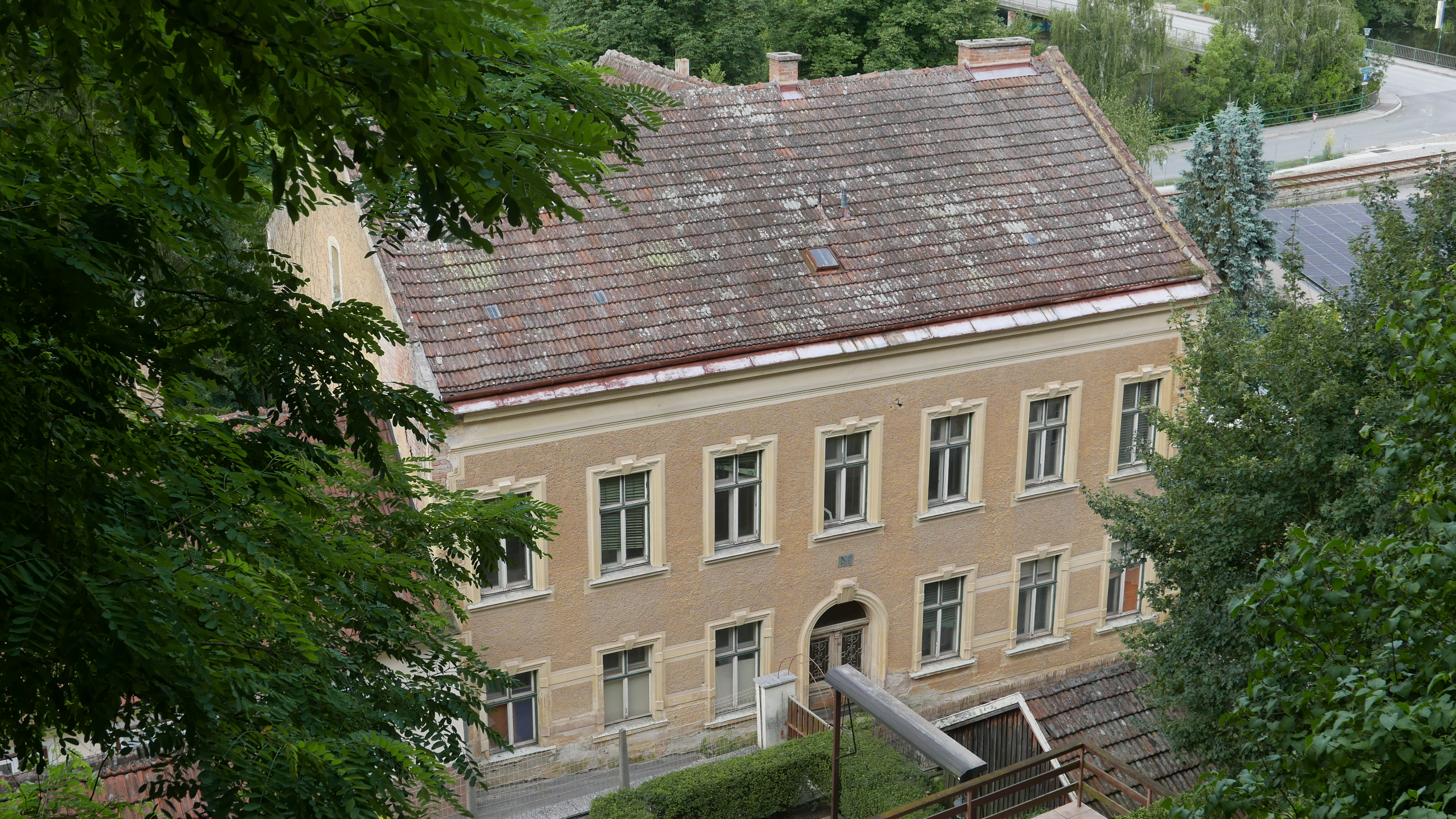
Hotel Blauensteiner Taborgasse 8 (2024)